# Denkmal für die in Österreich ruhenden jugoslawischen Opfer des Zweiten Weltkriegs

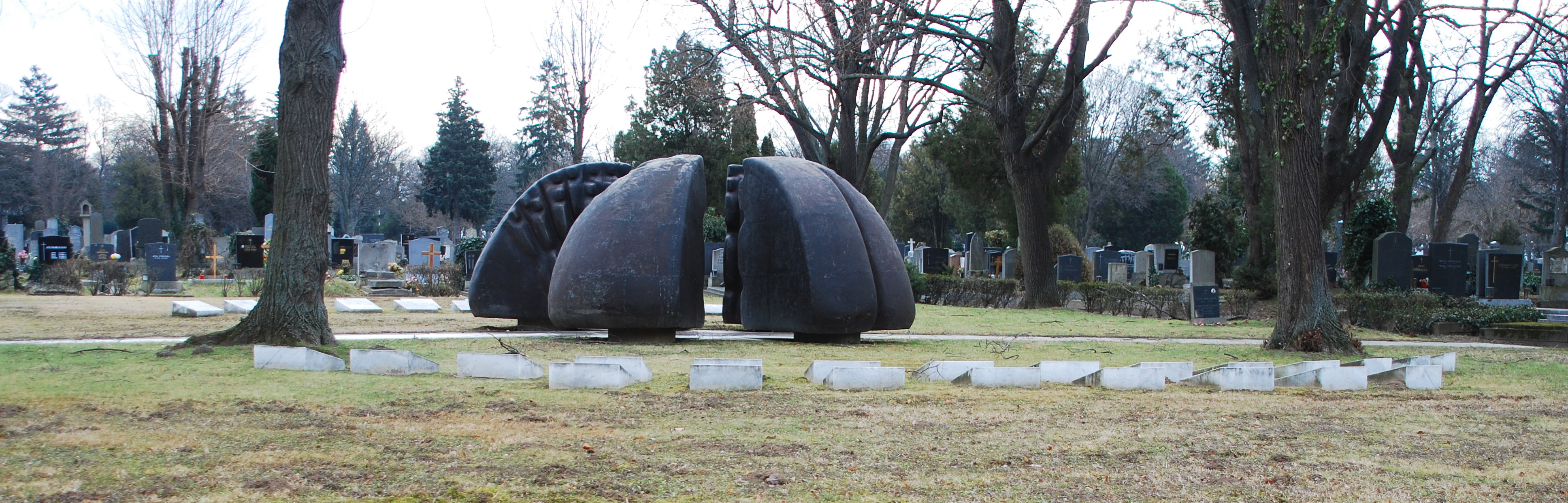
Das Denkmal am Wiener Zentralfriedhof

Das „Denkmal für die in Österreich ruhenden jugoslawischen Opfer des Zweiten Weltkriegs“ befindet sich am Wiener Zentralfriedhof in dessen Gruppe 88. Es erinnert an die Kämpferinnen der Volksbefreiungsarmee Jugoslawiens, die im Widerstand gegen den Nationalsozialismus auf dem Territorium des Dritten Reichs fielen. Vom ästhetisch-kulturellen Standpunkt aus wird es den sogenannten „Spomenici revolucije“ (dt. etwa: Revolutionsdenkmäler; Gedenkstätten an die Opfer nationalsozialistischer Gewalt aus dem Zweiten Weltkrieg; liegen hauptsächlich im post-jugoslawischen Raum) zugerechnet. Kreiert wurde es vom serbischen Bildhauer Miodrag Živković.

## Bezeichnung
Der offizielle Titel des Denkmals zur Eröffnung lautete „Denkmal für die auf dem Gebiet der Republik Österreich gefallenen, verstorbenen und vermißten Kämpfer des Volksbefreiungskrieges Jugoslawiens 1941–1945“. (Zur Problematik dieser Formulierung siehe unten Widmungen). Allerdings entwickelte sich weder in der diplomatischen Korrespondenz zwischen der Republik Österreich und der SFR Jugoslawien noch in den Reaktionen der Bevölkerung oder der Medienlandschaft auf die Gedenkstätte eine gängige Kurzform des Namens.

## Widmung
Am Beginn des Pfades auf dem Wiener Zentralfriedhof, der zum Denkmal führt, steht ein Sockel mit folgender Inschrift auf Bosnisch/Kroatisch/Serbisch und auf Deutsch:

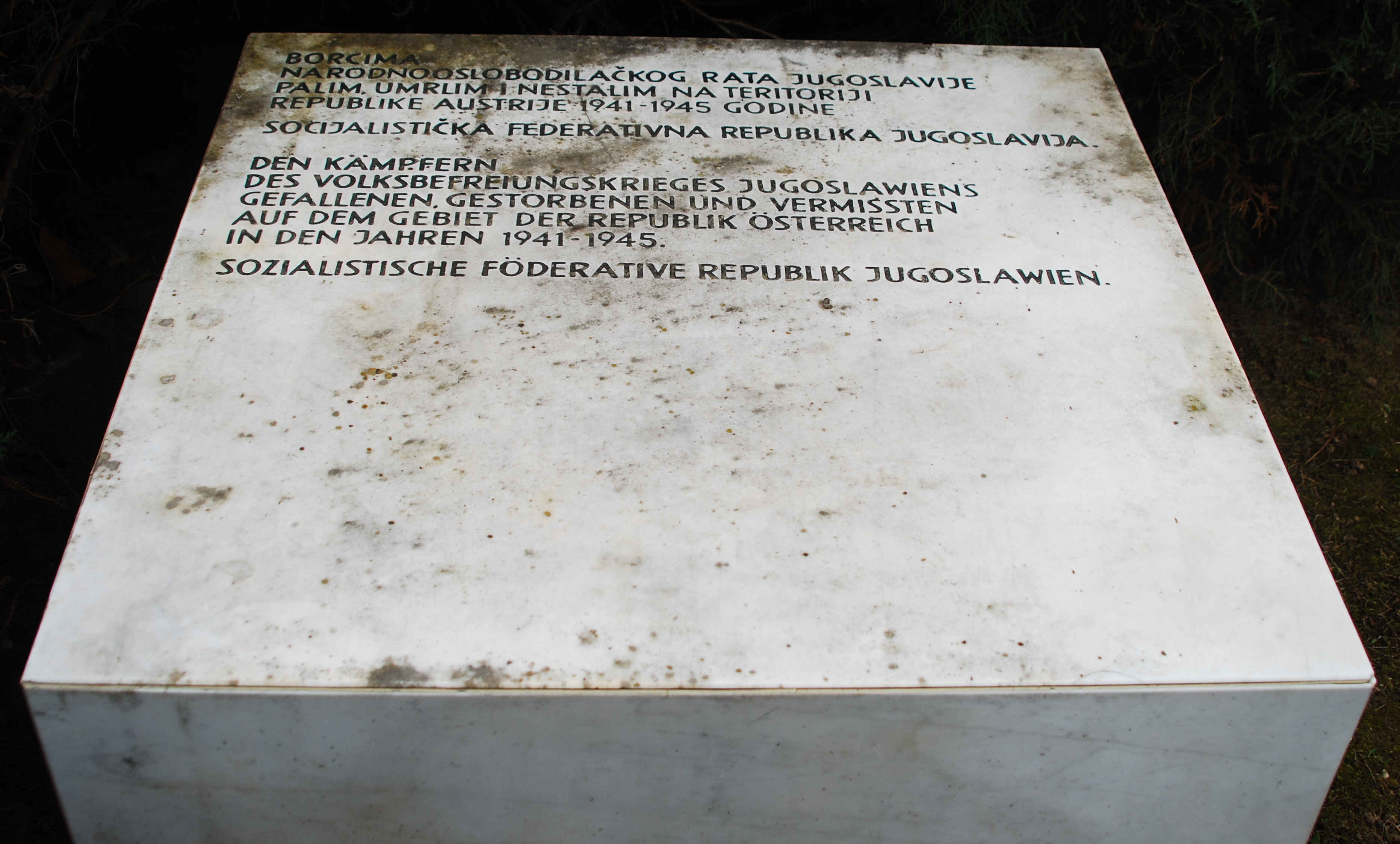
Erster Sockel am Zugang zum Denkmal

„Borcima / Narodnooslobodilačkog rata Jugoslavije / palim umrlim i nestalim na teritoriji / Republike Austrije 1941 – 1945 godine / Socijalistička Federativna Republika Jugoslavija.“

„Den Kämpfern / des Volksbefreiungskrieges Jugoslawiens / Gefallenen, Gestorbenen und Vermissten / Auf dem Gebiet der Republik Österreich / In den Jahren 1941 – 1945 / Sozialistische Föderative Republik Jugoslawien“

An einem zweiten Sockel, der in unmittelbarer Nähe zum Denkmal steht, befindet sich folgende Inschrift:

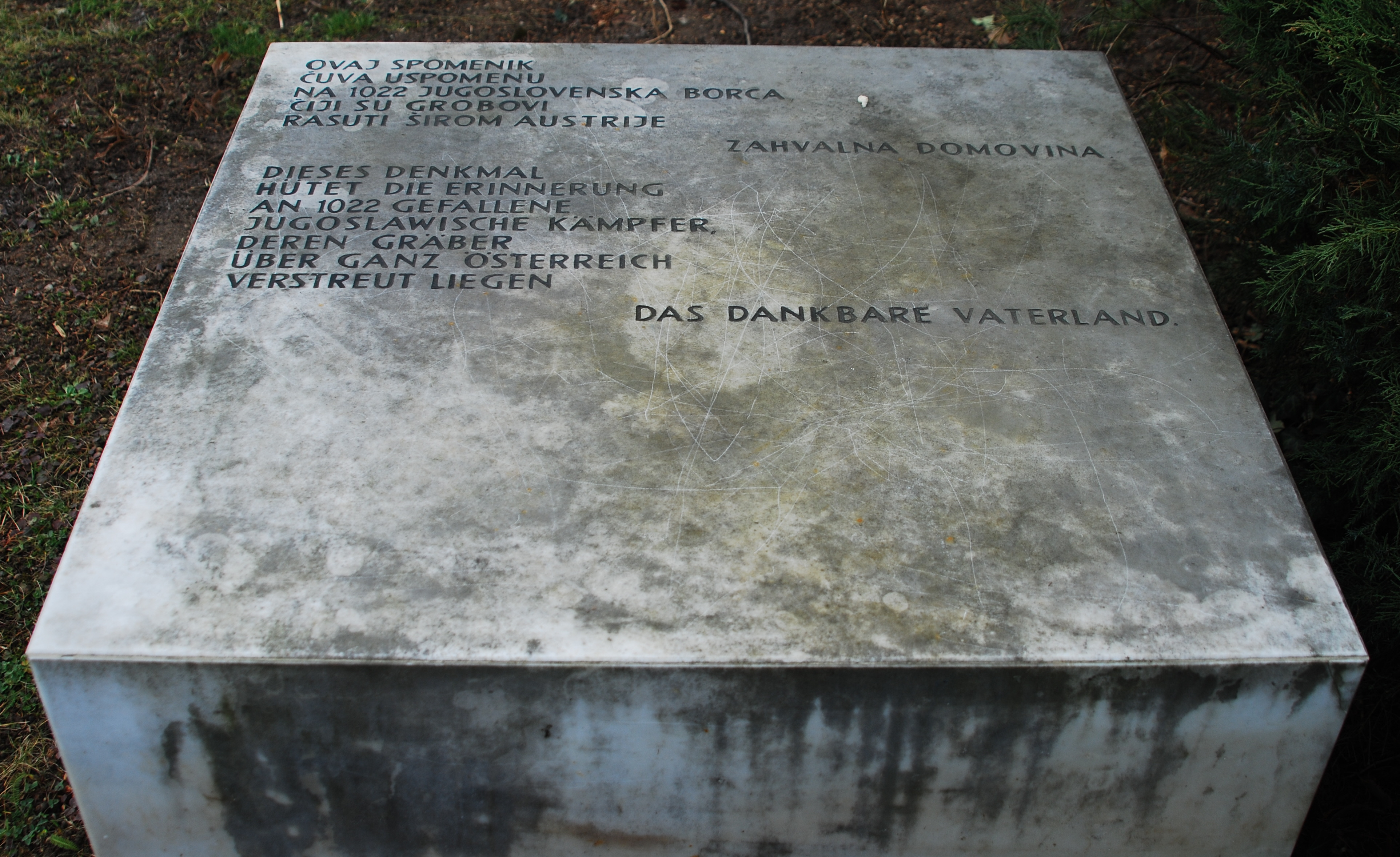
Zweiter Sockel

„Ovaj Spomenik / Čuva Uspomenu / Na 1022 Jugoslovenska Borca / Čiji su Grobovi / Rasuti Širom Austrija / Zahvalna domovina.“

„Dieses Denkmal / hütet die Erinnerung / an 1022 gefallene / jugoslawische Kämpfer, / deren Gräber / über ganz Österreich / verstreut liegen. / Das dankbare Vaterland.“

Die Rekonstruktion der Opferzahl 1022 ist bis dato nicht vollständig geklärt. Belegt ist, dass an der Stelle des Denkmals zumindest 73 Menschen begraben wurden, die im Zuge des Überfalls der Wehrmacht auf das Königreich Jugoslawien nach Wien verschleppt worden waren und dort starben. Vermutlich wirkt die Zahl symbolisch für alle Menschen mit Bezug zu Jugoslawien, die auf dem Territorium des Dritten Reichs Opfer der nationalsozialistischen Gewalt wurden.
Die Formulierung „Auf dem Gebiet der Republik Österreich / In den Jahren 1941–1945“ erweist sich insofern als irritierend, als die Republik Österreich im Zeitraum von 1938 bis 1945 de facto nicht existierte. Mit dem „Anschluss“ an das Dritte Reich wurde sie in die „Ostmark“ umgewandelt. Deren Grenzen differierten im Verlauf des Zeitraums von 1941 bis 1945 im Vergleich zu jenen des österreichischen Staatsgebietes vor 1938 sowie ab 1945 erheblich.
Der auf der Gedenktafel angegebene Zeitraum 1941–1945 entspricht exakt den Datierungen des Beginns des bewaffneten Widerstands der Partisanen, der parallel zum Kriegseintritt der Sowjetunion erfolgte und bis zum Kriegsende andauerte. Dieser Widerstandskampf betraf im Gebiet des Dritten Reichs die Steiermark und Kärnten. Ein Blick auf ebendiese Gebiete zur genannten Zeit verdeutlicht die topografische Ungenauigkeit der Inschrift auf dem Denkmal. Beide „Reichsgaue“ waren um Landesteile erweitert, die nach dem Überfall der Nationalsozialisten auf das Königreichen Jugoslawien besetzt und annektiert wurden.

## Einweihung
Das Denkmal wurde am 9. Mai 1986 am Wiener Zentralfriedhof eröffnet. Der 8. bzw. 9. Mai gilt in Anlehnung an die bedingungslose Kapitulation der Wehrmacht im Jahr 1945 als „Tag der Befreiung“. Auf Seiten der österreichischen Regierung nahm Wirtschafts- und Verkehrsminister Ferdinand Lacina (SPÖ) teil. Die SFRJ wurde unter anderen vom „Veteranenminister“ Jovko Jovkovski und dem damaligen jugoslawischen Botschafter in Wien, Miloš Kristić, vertreten. Ebenso nahmen eine Abordnung des österreichischen Bundesheeres und Vertreter kärntner-slowenischer Verbände an der Einweihung teil.